# Eutelsat
Eutelsat — spółka akcyjna, z siedzibą we Francji, zajmująca się dostarczaniem usług satelitarnych różnego rodzaju. Do 2001 była to międzyrządowa organizacja państw Europy Zachodniej, mająca zaspokajać potrzeby telekomunikacyjne tychże krajów.
Pod względem przychodów jest trzecim operatorem satelitów na świecie. Jej satelity obejmują swoim zasięgiem całą Europę, a także Bliski Wschód, Afrykę, Indie, znaczną część Azji oraz obie Ameryki.

## Świadczone usługi
- usługi wideo
  - bezpośrednie przekazywanie sygnałów TV i radiowych,
  - telewizja interaktywna,
  - satelitarny przekaz wozów transmisyjnych "na życzenie",
  - sieci dosyłowe,
  - usługi uplinkowe,
- usługi szerokopasmowe
  - dwukierunkowe usługi dostępu do Internetu,
  - satelitarne łączenia sieci lokalnych,
  - sieci prywatne,
  - transmisje strumieniowe,
  - jednokierunkowe transfery danych,
  - tworzenie sieci szkieletowych,
- usługi telekomunikacyjne
  - terminale łączności dalekosiężnej dla firm,
  - prywatne zamknięte kanały telewizyjne i radiowe,
  - usługi łącznościowe dla instytucji rządowych,
- łączność ruchoma
  - usługi nawigacyjne, alarmowe, zarządzania flotami pojazdów,
  - głosowa i faksowa łączność dla statków i służb pomocy drogowej,
  - szerokopasmowa łączność morska.

## Flota

### Satelity własne
Flotę Eutelsatu stanowi obecnie (marzec 2013) 28 geostacjonarnych satelitów telekomunikacyjnych, rozmieszczonych nad równikiem pomiędzy 12,5° W a 172° E.
| Obecna i poprzednie nazwy satelity                                   | Obecne położenie nad południkiem | Obsługiwany region (obecnie)                                                   | Data startu         |
| -------------------------------------------------------------------- | -------------------------------- | ------------------------------------------------------------------------------ | ------------------- |
| Eutelsat 12 West A (Atlantic Bird 1)                                 | 12,5° W                          | Europa, Bliski Wschód, Afryka Północna, obie Ameryki                           | 28 sierpnia 2002    |
| Eutelsat 8 West A (Atlantic Bird 2)                                  | 8° W                             | Europa, Bliski Wschód, Afryka Północna, obie Ameryki                           | 25 września 2001    |
| Eutelsat 7 West A (Atlantic Bird 7)                                  | 7° W                             | Bliski Wschód, Afryka Północna i Zachodnia                                     | 24 września 2011    |
| Eutelsat 5 West A (Atlantic Bird 3)                                  | 5° W                             | Europa, Bliski Wschód, obie Ameryki, Afryka                                    | 5 lipca 2002        |
| Eutelsat 3A                                                          | 3° E                             | Europa, Afryka Północna                                                        | 1 czerwca 2007      |
| Eutelsat 3C (Atlantic Bird 4A)                                       | 3° E                             | Europa, Afryka Północna, Bliski Wschód, Azja Środkowa                          | 1 czerwca 2007      |
| Eutelsat 7A (Eutelsat W3A)                                           | 7° E                             | Europa, Bliski Wschód, Afryka                                                  | 15 marca 2004       |
| Eutelsat 9A (Hot Bird 7A, Eurobird 9A)                               | 9° E                             | Europa, Afryka Północna, Bliski Wschód                                         | 11 marca 2006       |
| Eutelsat KA-SAT 9A (KA-SAT)                                          | 9° E                             | Europa, Afryka Północna, Bliski Wschód                                         | 26 grudnia 2010     |
| Eutelsat 10A (Eutelsat W2A)                                          | 10° E                            | Europa, Bliski Wschód, Afryka                                                  | 3 kwietnia 2009     |
| Eutelsat Hot Bird 13A (Hot Bird 6, Hot Bird 13A)                     | 13° E                            | Europa, Afryka Północna, Bliski Wschód                                         | 21 sierpnia 2002    |
| Eutelsat Hot Bird 13B (Hot Bird 8, Hot Bird 13B)                     | 13° E                            | Europa, Afryka Północna, Bliski Wschód                                         | 4 sierpnia 2006     |
| Eutelsat Hot Bird 13C (Hot Bird 9, Hot Bird 13C)                     | 13° E                            | Europa, Afryka Północna, Bliski Wschód                                         | 20 grudnia 2008     |
| Eutelsat 16A (Eutelsat W3C)                                          | 16° E                            | Europa, Bliski Wschód, Afryka Północna i Środkowa, Madagaskar i okolice        | 7 października 2011 |
| Eutelsat 16B (Hot Bird 4, Nilesat 103, Atlantic Bird 4, Eurobird 16) | 16° E                            | Europa, Ameryka Północna, Bliski Wschód, Madagaskar i okolice                  | 17 lutego 1998      |
| Eutelsat 16C (SESAT 1)                                               | 16° E                            | Europa, Bliski Wschód, Afryka Północna, Madagaskar i okolice                   | 17 kwietnia 2000    |
| Eutelsat 21B                                                         | 21,5° E                          | Europa, Bliski Wschód, Północna Afryka, Azja Środkowa                          | 10 listopada 2012   |
| Eutelsat 25A (Hot Bird 5, Arabsat 2D, Badr 2, Noorsat 1, Eurobird 2) | 25,5° East                       | Europa, Afryka Północna, Bliski Wschód                                         | 9 października 1998 |
| Eutelsat 25C (Eutelsat W5, Eutelsat 25C)                             | 70,5° E                          | Europa, Bliski Wschód, Azja, Afryka Północna                                   | 20 listopada 2002   |
| Eutelsat 28A (Eutelsat W1R, Eurobird 1)                              | 28,5° E                          | Europa, Afryka Północna, Turcja                                                | 8 marca 2001        |
| Eutelsat 28B (W2M)                                                   | 28° E                            | –                                                                              | 20 grudnia 2008     |
| Eutelsat 33A (e-Bird, Eurobird 3)                                    | 33° E                            | Europa                                                                         | 27 września 2003    |
| Eutelsat 36A (Eutelsat W4)                                           | 36° E                            | Afryka, Rosja, Europa Wschodnia, Hiszpania, Portugalia                         | 24 maja 2000        |
| Eutelsat 36B (Eutelsat W7)                                           | 36° E                            | Afryka, Rosja, Europa, Bliski Wschód, Azja Środkowa                            | 24 listopada 2009   |
| Eutelsat 48A (Hot Bird 2, Eurobird 9, W48)                           | 48° E                            | Europa, Afryka Północna, Bliski Wschód                                         | 21 listopada 1996   |
| Eutelsat 48C (Eutelsat W6, Eutelsat 21A)                             | 21,6° E                          | Europa, Bliski Wschód, Afryka                                                  | 12 kwietnia 1999    |
| Eutelsat 70B                                                         | 70,5° E                          | Europa, Bliski Wschód, Azja Środkowa i Południowo-Wschodnia, Afryka, Australia | 3 grudnia 2012      |
| Eutelsat 172A (GE-23)                                                | 172° E                           | Azja Wschodnia i Południowo-Wschodnia, Australia, rejon Pacyfiku               | 29 grudnia 2005     |

### Nazewnictwo
Od dnia 1 marca 2012 roku wszystkie satelity z floty Eutelsatu mają nazwę „Eutelsat” z sufiksem liczbowym (odpowiadającym pozycji orbitalnej) oraz literowym (odpowiadającym kolejności wystrzelenia). Zastosowanie nowego, spójnego systemu nazewnictwa umożliwia łatwiejsze zlokalizowanie satelity na orbicie oraz pozwala łatwiej odczytać chronologię jego wystrzelenia. Pewien wyjątek od reguły stanowi popularna (zwłaszcza w Polsce) pozycja orbitalna 13°E, na której satelity z floty Eutelsatu mają w nazwie dodatkowo dopisek „Hot Bird”. Przykładowo satelita „Hot Bird 9” został przemianowany na „Eutelsat Hot Bird 13C”.

### Satelity wynajmowane
Aby sprostać potrzebom klientów Eutelsat wynajmuje również transpondery (nadajniki) na innych satelitach telekomunikacyjnych, niebędących jego własnością:
- Telstar 12
- Express-AM22 (SESAT 2)

### Nieaktywne satelity
Ze względu na postęp techniczny i zużywanie się satelitów (degradacja ogniw słonecznych, brak paliwa do korygowania orbity) flota satelitów firmy ulega stałej, ale powolnej wymianie. Do wycofanych z eksploatacji satelitów Eutelsatu należą:
- Eutelsat 1F1
- Eutelsat 1F2
- Eutelsat 1F4
- Eutelsat 1F5
- Eutelsat 2F1
- Eutelsat 2F2
- Eutelsat 2F3
- Eutelsat 2F4
- Eutelsat 4A (Eutelsat W1, Eurobird 4A)
- Eutelsat W2
- Hot Bird 1
- Eutelsat W75/ABS-1B (Hot Bird 3, Eurobird 10, Eurobird 4, Eutelsat W76)

## Historia
Eutelsat, czyli European Telecommunications Satellite, został utworzony w roku 1977 jako organizacja międzyrządowa, mająca rozwijać infrastrukturę telekomunikacji satelitarnej w Europie i zarządzać nią. Działalność rozpoczęła wraz z wystrzeleniem pierwszego satelity w 1983 (Eutelsat 1F1).
Choć początkowo miał zaspokajać potrzeby łączności satelitarnej na obszarze Europy Zachodniej, to jednak szybko swoim zasięgiem objął również inne obszary. W 1989 mógł już świadczyć usługi na terenie Europy Środkowej i Wschodniej. Potem doszedł do tego Bliski Wschód oraz Afryka. W latach 90. powiększył swój zasięg o obie Ameryki i część Azji.
Eutelsat był pierwszym operatorem satelitarnym w Europie, który dostarczał kanały telewizyjne bezpośrednio do domostw.
Wraz z liberalizacją sektora telekomunikacyjnego w Europie, obowiązki organizacji Eutelsat zostały przekazane w lipcu 2001 spółce akcyjnej Eutelsat. Obecnie usługi te prowadzi Eutelsat Communications, holdingowa spółka grupy Eutelsat, wydzielona przez udziałowców w kwietniu 2005.
W grudniu 2006 miały miejsce dwa duże przejęcia udziałów Eutelsatu. 5 grudnia hiszpańska grupa transportowo-telekomunikacyjna Abertis stała się jego największym udziałowcem. Za cenę 1,07 mld euro wykupiła 32% akcji od trzech funduszy inwestycyjnych, posiadających udziały w Eutelsacie: Nebozzo, Cinven, Goldman Sachs. 7 grudnia francuski fundusz inwestycyjny Caisse des Dépôts kupił od Eurazeo 25,5% udziałów Eutelsatu za 862,7 mln euro.